# Salsa (género musical)
La salsa es un término utilizado para referirse al conjunto de géneros musicales bailables resultantes de la síntesis de ritmos cubanos como el son cubano, el guaguancó, la guajira, el boogaloo, el mambo, el montuno, el chachachá, la guaracha, la descarga, con los géneros puertorriqueños de la plena y la bomba, y los géneros afroamericanos del jazz y el blues. En gran parte inspirada en las composiciones de músicos y cantantes cubanos, como Arsenio Rodríguez, Conjunto Chappotín, Machito, Roberto Faz y Benny Moré, entre las décadas 1930 a 1950, la salsa se consolidó como un éxito comercial por medio de diversos músicos y cantantes principalmente de origen puertorriqueño como Tito Puente, Héctor Lavoe, Willie Colón, Eddie y Charlie Palmieri, Ray Barretto, Rafael Cortijo, Ismael Rivera, Joe Cuba, Richie Ray, Rubby Haddock y la cubana Celia Cruz en Nueva York en las décadas de 1960 y 1970 con la dirección del sello discográfico creado por el músico dominicano Johnny Pacheco de Fania Records, que exitosamente patrocinó muchos de estos músicos y cantantes bajo la agrupación Fania All-Stars.
Posteriormente, la salsa se extendió a lo largo de toda Hispanoamérica  dando lugar a variantes regionales como la cubana, puertorriqueña, colombiana, panameña, venezolana, dominicana y de otros países de la región. La salsa abarca varios estilos como la salsa dura, la salsa romántica y la Timba. 

## Esencia

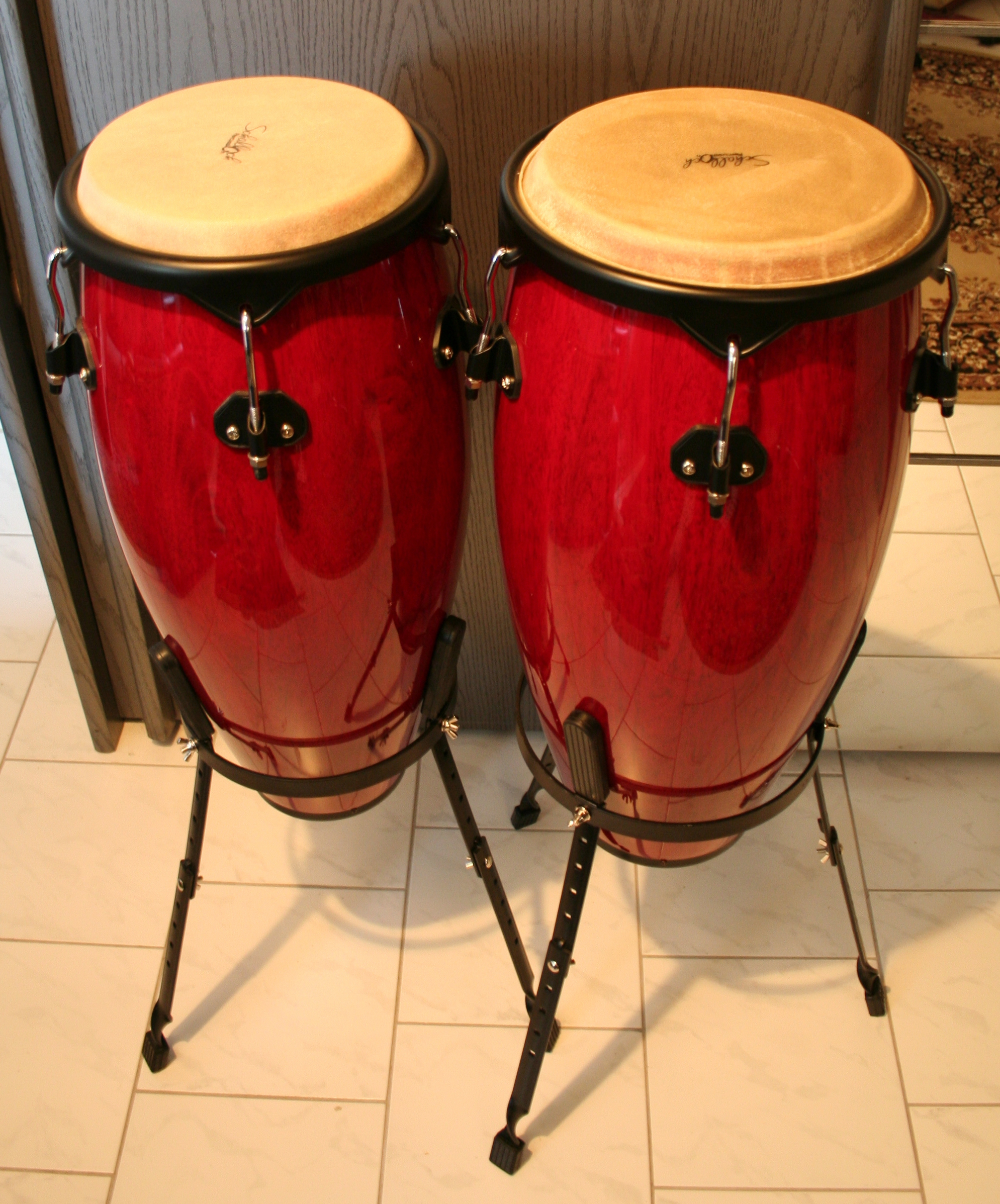
Un par de congas, instrumentos emblemáticos de la salsa. Nótese la presencia de los herrajes de afinación o «llaves», mejora introducida alrededor de 1940 y atribuida al músico Patato Valdés.

La evidencia más antigua del término salsa se puede encontrar en numerosos artículos periodísticos que datan de finales del siglo XIX en un periódico cubano llamado “Diario de la Marina”.Algunos ejemplos incluyen: 28 de febrero de 1885: “con su correspondiente SALSA de bailes”. 20 de agosto de 1885: “SALSA de Guarachas”. 18 de octubre de 1909: “pero tendrá la alegría que es SALSA de la existencia, y la música y los bailes que son el regocijo de los pies”. 23 de octubre de 1927: “y los temas musicales son presentados sin preámbulos, sin la menor SALSA Sonora”. 28 de marzo de 1928: “El viejo palacio de Concordia, luminoso, encantado, bailando en la SALSA de su alegría”. 28 de septiembre de 1929: “poetas, músicos, pintores, ministros, prelades, generales, príncipes y alguna que otra vez para variar la SALSA y divertir el gusto divos y comediantes, danzarinas y cantoras”. 21 de agosto de 1932: “y es arbitrariedad puesta en la SALSA del Tambor”.
El director cubano Machito afirmó que la salsa era lo que él había tocado durante cuarenta años (entre 1930 y 1970 aproximadamente) antes de que el género musical se denominara así. Además, el músico neoyorquino de ascendencia puertorriqueña Tito Puente negaba la existencia de la salsa como género en sí, afirmando que «lo que llaman salsa es lo que he tocado desde hace muchísimos años: se llama mambo, guaracha, chachachá, guaguancó, todo es música de influencia cubana».[cita requerida]
El músico Eduardo Morales define la salsa como «un nuevo giro de los ritmos tradicionales al son de la música caribeña y la voz cultural de una nueva generación», «una representación de la identidad puertorriqueña en Nueva York».[cita requerida]
Johnny Pacheco, cofundador de Fania Records definición del término “salsa”. “La salsa es, y siempre ha sido la música cubana.” 
“Yo siempre he reconocido que la raíz de nuestra música es cubana y que mi escuela estuvo en Cuba."
“Como mismo reconozco que la raíz de esta música es cubana, debo decir que en Nueva York se enriqueció porque había gente de varias partes, y traíamos música de todos lados, y tratamos de meterla en una misma clave. Las influencias eran muy vastas, y por eso hay diversidad en el ritmo y en la melodía. Y esa fusión solo se podía lograr en Nueva York, donde todo está mezclado”.
“La palabra salsa surgió en la Fania cuando empezamos a viajar a Europa. Yo me di cuenta que, salvo en España, nadie tenía referencias de qué cosa era la música cubana, porque lo que nosotros hicimos fue tomar la música cubana y ponerle acordes más progresivos y destacar ciertos detalles pero sin alterar su esencia”.

## Características musicales

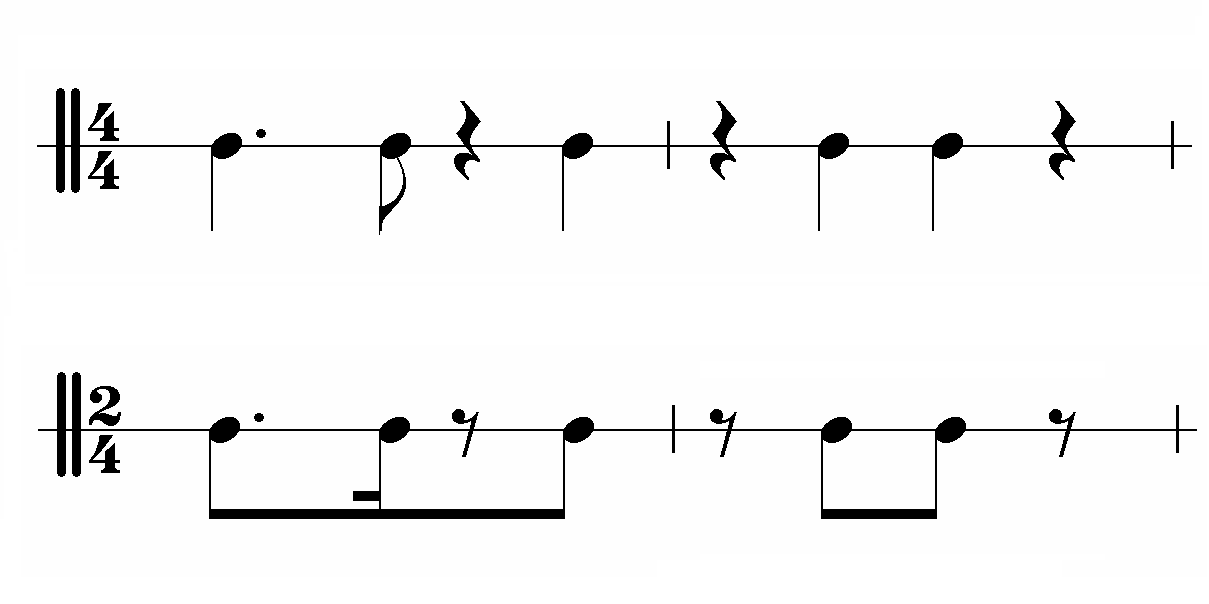
El patrón rítmico denominado «clave de son», que se utiliza con frecuencia en la música latina (son, rumba, salsa, etc.), aquí se presenta en su versión «3-2». Esa célula rítmica se muestra aquí en compás de 4/4 (notación «moderna», popular en Europa y los Estados Unidos), así como en su forma «tradicional» en compás de 2/4 (que sigue siendo utilizada por muchos percusionistas latinoamericanos).

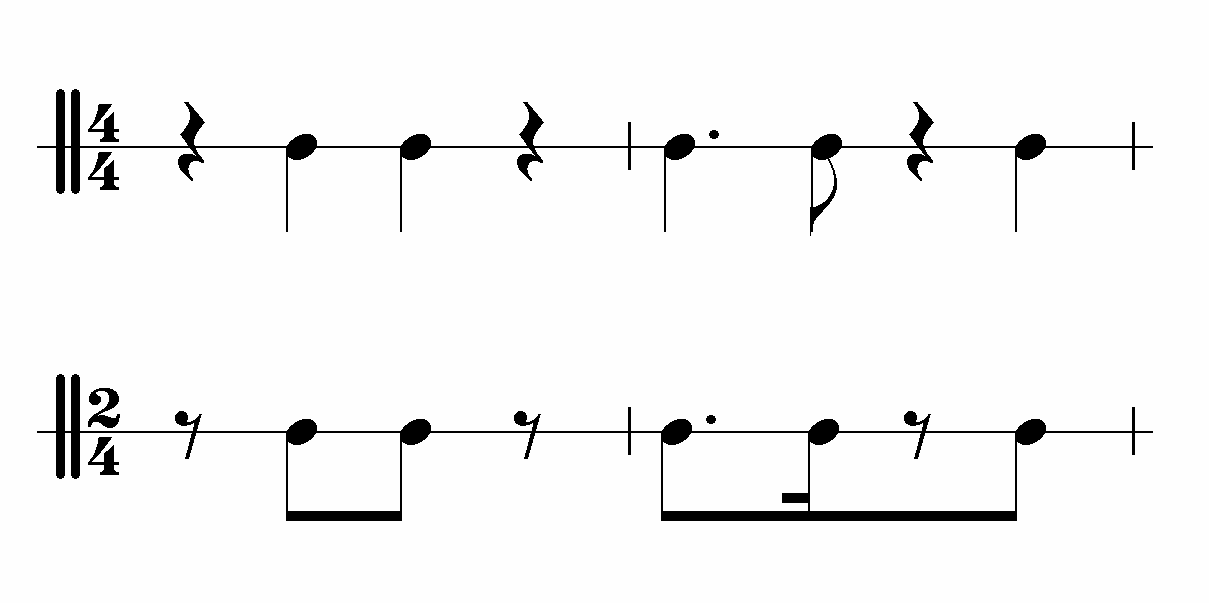
La «clave de son» en su versión «2-3» (mucho menos usual que la clave 3-2.
Esa célula rítmica se muestra aquí en compás de 4/4 (notación «moderna», popular en Europa y los Estados Unidos), así como en su forma «tradicional» en compás de 2/4 (que sigue siendo utilizada por muchos percusionistas latinoamericanos).

La salsa presenta las siguientes características:
- Ritmo: Utiliza como base la clave de son, el patrón rítmico del son cubano, que puede ser 2-3 o 3-2.
- Melodía: En muchos casos las melodías usadas en la salsa se corresponden con las empleadas tradicionalmente en el son montuno aunque puede asimilarse también a otros géneros de la música cubana y caribeña tradicional, inclusive melodías de la música popular latinoamericana.
- Armonía: Se corresponde con la utilizada en la música occidental.
- Instrumentación: Usa instrumentos de percusión cubanos popularizados desde los años 1920 como pailas o timbales, bongó, güiro cubano, cencerro, dos maracas y conga. Arsenio Rodríguez se presentó como el primer músico en incorporar la conga o tambó a las orquestas de baile.[11]

Además de la percusión, la instrumentación se completa con piano, contrabajo (en muchos casos bajo eléctrico), trompetas, saxofón, trombones, flauta y violín. La influencia del jazz afrocubano viene determinada por el arreglo aunque no es una condición imprescindible en la salsa...

## Ritmo y son

### Clave de son
La célula rítmica más representativa de la salsa se llama «clave de son» que tradicionalmente es interpretada por las claves. Tambien el instrumento conocido en la salsa caleña en Colombia.
Los bailadores y músicos de salsa agrupan el patrón en dos partes:
A) Una parte de 3 toques de clave donde se presenta un contrarritmo intermedio.
B) Una parte de 2 toques de clave 2 sin contrarritmo.
Los números representan las negras, el signo más [+] representa el golpe de las claves, y el punto [.] representa a cada corchea.
"clave de son 3-2"
1 2 3 4 1 2 3 4
X--X--X---X-X---
"clave de son 2-3"
--X-X---X--X--X-

### Clave de rumba
Existe otro patrón rítmico similar que es utilizado raramente en la salsa, y proviene del complejo de la rumba cubana. Este patrón presenta 2 contrarritmos en una de sus partes.
"clave de rumba 3-2"
1 2 3 4 1 2 3 4
X--X---X--X-X---
"clave de rumba 2-3"
1 2 3 4 1 2 3 4
--X-X---X--X---X

La clave no siempre se toca directamente, pero forma la base de otros instrumentos de percusión, así como también de la canción y el acompañamiento, que lo usan como ritmo común para sus propias frases. Por ejemplo, este es el ritmo común de la campana con clave 2-3:
.. +. +... +.. +... + clave 2-3
+. *. +. * * +. * * +. * * campana coincidente con el 2 de clave
El signo más [+] representa un golpe grave de la campana.

El asterisco [*] representa un golpe agudo de la campana.[cita requerida]

## El término «salsa»
En 1933, el músico cubano Ignacio Piñeiro utilizó un término relacionado, en un son cubano titulado «Échale salsita».
A mediados de los años 1940, el cubano Cheo Marquetti emigró a México. De regreso a Cuba, con influencia de las salsas picantes de comida, le dio ese nombre a su agrupación Conjunto Los Salseros, con quienes grabó un par de discos para las disqueras Panart y Egrem. En 1957 fue a Caracas (Venezuela) por motivo de varios conciertos en esa ciudad y fue en Venezuela donde se comenzó a emitir en la radio la palabra «salsa» a la música que hacían los soneros cubanos de esa época y posteriormente se le designaría este nombre a lo que sería la recopilación de muchos ritmos caribeños que se comenzó a hacer en Nueva York y Puerto Rico.
La autora de música Sue Steward afirma[cita requerida] que la palabra fue originalmente usada en la música como un «llanto de apreciación para un picante particular o un solo rápido», viniendo a describir un género de música específico de la mitad de los años 1970 «cuando un grupo de músicos hispanos de Nueva York, comenzó a examinar los arreglos de las grandes bandas clásicas populares desde la era del mambo de los años 1940 y 1950». Ella menciona que la primera persona que usó el término «salsa» para referirse a este género musical en 1968 fue un disc-jockey de radio, el venezolano de nombre Phidias Danilo Escalona, quien emitía un programa radial matutino llamado La hora de la salsa en el que se difundía la música hispana producida en Nueva York como una respuesta al bombardeo de la música rock en aquellos días (la beatlemanía).

Según esta versión, Phidias Danilo Escalona le preguntó a Richie Ray:

―¿Qué es lo que ustedes tocan?

―Esto que nosotros hacemos lo hacemos con sabor, es como el ketchup, que le da sabor a la comida.

―¡¿Qué es eso de ketchup?!

―Bueno, eso es una salsa que se utiliza en los Estados Unidos para darle sabor a la hamburguesa.

―¡Ah...! ¿Entonces lo que ustedes tocan es salsa? Pues, damas y caballeros, vamos a escuchar ahora la salsa de Ricardo Ray y Bobby Cruz.[cita requerida]

Bobby Cruz llamó a Pancho Cristal para bautizar con el término «salsa» el nuevo LP que estaba lanzándose al mercado, Los durísimos (1968). Esta versión es apoyada por cantantes de salsa como Rubén Blades, Tite Curet Alonso y otros más.[cita requerida]
Era la hora del almuerzo, del aderezo, del sabor, y por supuesto, del son cubano, el guaguancó, la guaracha y el son montuno.
Ed Morales también menciona la palabra como usada para animar una banda al incremento del tempo y que «pone a los bailarines en una parte alta» para agradecer un momento musical, y expresar un tipo de nacionalismo cultural, proclamando el calor y sabor de la cultura hispana. También menciona a Johnny Pacheco, que realizó un álbum llamado Salsa na’ má, que Morales tradujo como «solo necesitas un poquito de salsa o condimento».
La palabra salsa para designar la música hecha por los «hispanos» en los Estados Unidos comenzó a usarse en las calles de Nueva York a finales de los años 1960 y principios de los 1970. Por esta época, el pop latino no era un ritmo importante en la música que se escuchaba en los Estados Unidos al perder terreno frente al doo wop, al R&B y al rock and roll. El surgimiento de la salsa abre un nuevo capítulo de la música latina en la música popular estadounidense, donde jugó un papel de primer orden la orquesta Fania All-Stars, dirigida por el dominicano Johnny Pacheco quien, junto al abogado Jerry Masucci, fundó el importante sello salsero Fania Records.

## Historia y expansión
Entre los años 1920 y 1950, la música afrocubana era consumida ampliamente por los sectores de origen latino, específicamente puertorriqueña, de Nueva York. Los puertorriqueños en Nueva York, fundamentaban su música en gran medida en los elementos de origen afrocubano.
Según algunos músicos e historiadores,[¿quién?] "salsa" es un nombre comercial dado a toda la música caribeña de influencia afrocubana en los años 1970.
La salsa se expandió a fines de los años 1960 y de los 1970 a los 1990. Nuevos instrumentos, nuevos métodos y formas musicales (como canciones de Brasil) fueron adaptados a la salsa. Nuevos estilos aparecieron como las canciones de amor de la salsa romántica. Mientras tanto, la salsa se convirtió en parte importante de la escena musical de Cuba, Puerto Rico, Perú, Colombia, Ecuador, República Dominicana, Panamá, Venezuela y lugares tan lejanos como Japón. Con la llegada del siglo XXI, la salsa se ha convertido en una de las formas más importantes de la música popular en el mundo.

### Orígenes e instrumentación
La integración de las tumbadoras en los conjuntos que tocaban son montuno fue un elemento fundamental en la instrumentación de orquestas de baile.
A finales del año 1920, los sextetos y septetos de son alcanzaron en Cuba una notable popularidad. En 1928, Gerardo Machado con la intención de reducir la influencia de los elementos africanos en la música cubana, prohibió el uso del bongó, las congas y las comparsas de carnaval. Esto provocó que las orquestas de charangas con el uso de timbales incrementaran su popularidad.
Cerca de 1940, el Conjunto Llave de Rafael Ortiz introdujo las tumbadoras o congas en una orquesta,[cita requerida] instrumentos que anteriormente solo se usaban en música folclórica afrocubana. Arsenio Rodríguez popularizó el uso de las congas al integrarlas a su conjunto, introduciendo el son montuno a nivel comercial.
En los años 1940, Mario Bauzá, director y arreglista de la orquesta de Machito «Los Afro-Cubans», agregó trombones al son montuno y la guaracha. Estas innovaciones influyeron   en músicos como José Curbelo, Benny More, Bebo Valdés.[cita requerida] En el álbum Tanga (de 1943), Bauzá fusionó elementos de la música afrocubana con el jazz.
La influencia del jazz afrocubano y del mambo desarrollado por Pérez Prado en 1948, propició la introducción del saxofón en las orquestas de son montuno y guaracha. En 1955, Enrique Jorrín le agregó trompetas a las orquestas de charanga, que hasta ese momento solo usaban violín y flauta.[cita requerida]
Ya para los años 1950, la música bailable cubana, es decir el son montuno, el mambo, la rumba y el chachachá, se constituyó en un elemento de gran popularidad en los Estados Unidos y Europa.
En Nueva York, el «sonido cubano» de las bandas se fundamentó en los aportes de músicos puertorriqueños que tocaban la música cubana de moda en ese entonces. Como ejemplo,  mencionar a Tito Rodríguez, Tito Puente o incluso figuras como el director catalán Xavier Cugat. Por otro lado, y ya fuera del círculo de Nueva York, grupos como la Orquesta Aragón, la Sonora Matancera y Dámaso Pérez Prado y su mambo lograron una importante proyección a nivel internacional.
El mambo fue influido por el jazz afrocubano y el son. Las grandes bandas de este género mantuvieron viva la popularidad de la larga tradición del jazz dentro de la música latina, mientras los maestros originales del jazz se circunscribieron a los exclusivos espacios de la era del bebop.
La música latina interpretada en Nueva York desde 1960 fue liderada por músicos como Ray Barretto y Eddie Palmieri, los cuales estaban fuertemente influidos por ritmos cubanos importados como la pachanga y el chachachá. Después de la crisis de los misiles en 1962 el contacto cubano-estadounidense decayó profundamente.
En 1969, Juan Formell introdujo el bajo eléctrico en los conjuntos soneros de Cuba.
El cuatro puertorriqueño fue introducido por Yomo Toro en la orquesta de Willie Colón[cita requerida] en 1971 y el piano eléctrico en los años 1970 por Larry Harlow.[cita requerida]
En los años 1970 se incrementó la influencia puertorriqueña en el ámbito de la música latina en Nueva York y los «nuyoricans» pasaron a ser una referencia fundamental. La palabra salsa para designar la música hecha por los «latinos» en los Estados Unidos, comenzó a usarse en las calles de Nueva York a finales de los años 1960 y principios de los 1970. Por esta época, el pop latino no era una fuerza importante en la música que se escuchaba en los Estados Unidos, habiendo perdido terreno frente al doo wop, al R&B y al rock and roll. En ese contexto, el surgimiento de la salsa abrió un nuevo capítulo de la música latina, especialmente en los Estados Unidos.

## El sello discográfico Fania
La historia de la salsa, en la que participaron gran cantidad de músicos, puede rastrearse en cierta medida en la trayectoria de algunas importantes compañías discográficas. En los años 1970 Fiesta Récord, Manhattan Recording Company y en especial, Fania Records lanzaron al estrellato una gran cantidad de «salseros» desde Nueva York, realizando giras y conciertos por todo el mundo.
La compañía Fania Records fue fundada en marzo de 1964 por el abogado y empresario Jerry Masucci y el flautista dominicano y director de orquesta Johnny Pacheco. Fania comenzó con Larry Harlow y la producción El Malo de Willie Colón y Héctor Lavoe en 1967.
Fania Records le dio el espaldarazo definitivo al género al grabar y distribuir los discos de la gran mayoría de las estrellas salseras de los años 1970. Dentro de esta empresa se formó la agrupación Fania All Stars, orquesta que agrupó una gran cantidad de músicos y cantantes de salsa como: Ray Barretto, Willie Colón, Johnny Pacheco, Rubén Blades, Héctor Lavoe, Ismael Miranda, Cheo Feliciano, Bobby Cruz, y artistas invitados como Tito Puente, Celia Cruz, y Eddie Palmieri.
La dotación instrumental de Fania All Stars representó los nuevos giros de la música caribeña en los años 1970. Además del piano y bajo, la presencia de instrumentos de percusión como timba, tumba y bongó que eran extensamente utilizados por las orquestas de Puerto Rico y Nueva York desde los años 1940. La sección de instrumentos de viento estaba constituida por tres trompetas y tres trombones, dotación bastante extraña en la tradición musical caribeña y que perfilaría el sonido particular de la Salsa hasta nuestros días. La ausencia del saxofón era notable, pues en ese momento pertenecía a conceptos musicales del pasado y a la fastuosidad de las Big Band. La sustitución del saxofón por el trombón permitía diferenciar, en algo, el sonido de la salsa del sonido cubano tradicional. Por último, se destaca la presencia del Cuatro puertorriqueño ejecutado por el músico Yomo Toro incorporado a la agrupación para traer al ámbito musical urbano la guitarra de las zonas rurales caribeñas (tanto el Tres cubano como el Cuatro puertorriqueño). El Cuatro puertorriqueño adquiría jerarquía de solista y de instrumento bandera en la Fania All Stars a la vez que se establecen las diferencias instrumentales y sonoras con la música cubana.

## Génesis y expansión de la salsa: cronología de temas
En 1961, Tito Rodríguez en el exitoso álbum "Returns To The Palladium - Live" presentó la canción "El que se fue" que anticipa los elementos esenciales que van a configurar la Salsa. Lo mismo ocurre con la canción "Avisale a mi contrario" del álbum "Carnival of the Americas" grabado en 1964.   
En 1965, Joe Cuba Sextet, con el cantante Cheo Feliciano, grabaron el tema «El pito (I'll never go back to Georgia)» y el mismo año Richie Ray y Bobby Cruz grabaron el tema «Comején».
En 1969, El Gran Combo de Puerto Rico grabó «Falsaria». Este tema, originalmente un bolero, se interpretó como salsa. También la orquesta de Willie Colón con Héctor Lavoe como vocalista, grabó «Che che cole» y otros temas importantes.
En 1971, Eddie Palmieri grabó el tema «Vámonos pa’l monte» y Cheo Feliciano, como solista, grabó «Anacaona».
En 1973, Raphy Leavitt con la Orquesta La Selecta grabaron «Jíbaro soy». A su vez, en Perú se graba el tema «Llegó la banda» de Enrique Lynch y su conjunto, la misma que año más tarde sería popularizada por Héctor Lavoe.
En 1974, Celia Cruz y Johnny Pacheco grabaron «Quimbara» e Ismael Rivera hizo lo propio con «El nazareno». Por otro lado, el festival de la Fania All Star realizado en Zaire ese mismo año fue un evento a destacar en la difusión de la salsa.
En 1975, la Dimensión Latina, de Venezuela, con Oscar de León como vocalista, grabó «Llorarás», Fruko y sus Tesos grabaron «El preso», y El Gran Combo de Puerto Rico, «Un verano en Nueva York». Héctor Lavoe inició su carrera como solista con el tema «Periódico de ayer».
En 1978, La Sonora Matancera grabó «Mala mujer». Así mismo, el dúo conformado por Willie Colón y Rubén Blades publicó el disco Siembra, que contenía temas emblemáticos de la salsa como «Pedro Navaja» y «Plástico».
En 1980, Henry Fiol lanzó sus temas «Oriente» y su versión de «La juma de ayer».
Desde Nueva York la salsa se expandió primero en América, sobre todo en Puerto Rico, Cuba, República Dominicana, Colombia, Ecuador, Panamá, Venezuela y Perú. En los años 1980 alcanzó una importante difusión en Europa y en Japón.
Miami se convirtió en una especia de «segunda metrópoli» para la música cubana, dado el peso específico de la gran cantidad de inmigrantes cubanos. La comunidad cubana se constituyó en un referente importante en la vida de Miami, contrario a lo que pasó en Nueva York, donde primó la influencia boricua.[cita requerida]

## La salsa después de los años 1970

### Años 1980
Durante los años 1980, la salsa se expandió a Europa y Japón. En este país surgió la Orquesta de la Luz, que alcanzó alguna popularidad en América Latina.
A fines de esta década surgió la llamada «salsa romántica», estilo que se hizo popular en Nueva York, caracterizado por melodías lentas y letras de corte romántico es decir, un concepto similar a la lírica de la balada pero en ritmo de salsa. Esta nueva manifestación de la salsa pronto fue asimilada por artistas boricuas como Frankie Ruiz, Eddie Santiago, Paquito Guzmán, Marc Anthony, Willie González, Cano Estremera; cubanos como Dan Den, Rey Ruiz, Issac Delgado y el nicaragüense Luis Enrique.

### Colombia
La salsa en Colombia está vinculada a importantes músicos que provenían de antiguos grupos de música caribeña colombiana como cumbia y porro, mientras que otros fueron parte de los procesos de la salsa de Nueva York, como Edy Martínez, Justo Almario y Joe Madrid. A comienzos de los años 1970, surgieron agrupaciones como Fruko y sus Tesos a través de Discos Fuentes y el grupo The Latin Brothers que era la misma banda de Fruko, pero con énfasis en el sonido de los trombones.
En la década de 1980 aparecieron grupos como Los Titanes, Grupo Niche, Joe Arroyo y Orquesta Guayacán. Por esa misma época, el cubano Roberto Torres, con la producción ejecutiva del colombiano Humberto Corredor desarrolló en Miami el concepto de charanga-vallenata.
A lo largo del tiempo, en Colombia han surgido bastantes agrupaciones, así como eventos que concentran a las grandes orquestas de salsa del mundo, como el Festival de Orquestas del carnaval de Barranquilla, el Festival de Música del Caribe de Cartagena y la Feria de Cali.

### Venezuela
Desde finales de los años 1940 y principio de los 1950, las orquestas de "música bailable tropical" como la de Alfonso Larraín (1947), la Sonora Caracas (1948), la Billo's Caracas Boys (1951) y Los Melódicos (1958) y Sexteto Juventud (1962), combinaron en sus repertorios cumbias, merengues y otros ritmos antillanos con géneros cubanos. Esto determinó el surgimiento de un movimiento que influyó posteriormente en la salsa venezolana.
En ese tenor, se puede hablar de artistas como Canelita Medina, Federico y su Combo Latino, Los Dementes o el grupo del músico Carlos Emilio Landaeta, conocido como "Pan con queso" del Sonero Clásico del Caribe.
La salsa en Venezuela contó con agrupaciones como la Sonora Maracaibo, el Grupo Mango o Dimensión Latina, de donde salieron figuras como Oscar D'León. También músicos como Nelson Pueblo agregaron influencias de música llanera a la salsa nativa.
La orquesta Nelson y sus estrellas tuvo gran acogida en la década de los años 1970, también en Cali, en Barranquilla y en general en Colombia.
Posteriormente, surgieron bandas como Guaco, Cadáver Exquisito, Adolescentes Orquesta y otras propuestas de Porfi Baloa que dejan ver que sigue siendo un poderoso epicentro salsero.

## De 1990 al presente
La salsa registró un crecimiento regular entre los años 1970 y 2000 y ahora es popular en muchos países latinoamericanos y algunos espacios del mercado estadounidense. Entre los cantantes y grupos destacados en los años 1990 encontramos a figuras como Rey Ruiz, Luis Enrique, Jerry Rivera, Salsa Kids, Dan Den, Marc Anthony, La India, La Sonora Matancera, DLG, Gilberto Santa Rosa, Víctor Manuelle, Michael Stuart, Celia Cruz, Maelo Ruiz.
Las más recientes innovaciones en este género incluyen la mezcla de rap o reguetón con la salsa dura.
La salsa es uno de los géneros de música latina que ha influido en la música del occidente africano. Un ejemplo de esta influencia es el grupo sonero Africando, en el que músicos neoyorquinos trabajan con cantantes africanos tales como Salif Keita e Ismael Lo.

### Irrupción de la sensualidad
A partir de los años 1980, las orquestas de salsa fueron dejando los sonidos fuertes y las "descargas" para entrar en un sonido más cadencioso y melódico, acompañada de letras con abundantes referencias al amor y a las relaciones sexuales como motivo principal y, en algunos casos, excluyente. Esta música fue denominada «salsa sensual» o «erótica» y tuvo como máximos exponentes a Eddie Santiago, Frankie Ruiz, David Pabón, Lalo Rodríguez, Rey Ruiz, Willie González y Luis Enrique.
La categorización de la salsa sensual trajo como consecuencia que se denominara al género anterior como «salsa brava», que sufrió una baja de producción y de popularidad a la par que el nuevo género se consolidó.

### Decaimiento de la salsa sensual y actualidad
A fines de los años 1990, la salsa sensual empezó a declinar en popularidad, debido principalmente al fuerte impulso de otros ritmos caribeños como el merengue dominicano la Lambada brasileña y la bachata en los Estados Unidos, Centro y parte de Sudamérica, trayendo aparejada la desaparición del sello RMM, de producciones netamente románticas.
Para ese entonces la salsa había perdido a muchos de sus grandes baluartes, ya por fallecimiento (Héctor Lavoe, Ismael Rivera), como por reorientación de sus carreras hacia el jazz «latino» (Ray Barretto, Eddie Palmieri) como por la realización de grabaciones cada vez más espaciadas de quienes continuaron en el género (Rubén Blades, Willie Colón, Johnny Pacheco).
El fin de siglo trajo un resurgir de la salsa dura (que en los años 1990 estuvo representada apenas por Manny Oquendo y Libre) de la mano de grabaciones para sellos independientes o minúsculos. Fue el caso de la Orquesta La 33, que acentuó la salsa con el son montuno y la guaracha, y Jimmy Bosch, que volvió a dar protagonismo al trombón, dando así el impulso inicial para la reinstalación del sonido de la «vieja escuela» en el género: algunos ejemplos actuales son La Sucursal SA y la Orquesta Bailatino.[cita requerida]

## Exponentes y festivales significativos

### Colombia
En todo el territorio colombiano, por lo general, cobra relevancia la salsa; aunque marcadamente en ciudades como Cali, Barranquilla, Bogotá, Cartagena, Eje Cafetero y Medellín. En Cali se celebra el Festival Mundial de la Salsa; en Bogotá, el festival Salsa al Parque; y en Barranquilla, el Festival de Orquestas del carnaval de Barranquilla. En Cali existen diversas academias de baile de salsa que compiten en certámenes internacionales.
Otras agrupaciones y solistas destacados:
- Fruko y sus Tesos
- Grupo Galé
- Grupo Niche
- Hansel Camacho
- Joe Arroyo
- Orquesta La 33
- La Suprema Corte
- Los Titanes
- Orquesta Guayacán
- Píper Pimienta
- Son de Cali
- The Latin Brothers
- Wilson Manyoma
- Galy Galiano
- Grupo Raíces
- Los Tímidos
- Juan Carlos Coronell
- La Sabrosura Orquesta

### Cuba
La cuna del son cubano y el son montuno, influencias musicales de la salsa.
- Adalberto Álvarez
- Adriana Chamorro
- Albita
- Alfredo de la Fe
- Arsenio Rodríguez
- Cachao López
- Cándido Fabré
- Celia Cruz
- Chucho Valdés
- Conjunto Casino
- Hansel & Raúl
- Ibrahim Ferrer
- Irakere
- Isaac Delgado
- José Curbelo
- Juan Formell
- Justo Betancourt
- La Charanga Habanera
- La Lupe
- La Sonora Matancera
- Los Van Van
- Machito
- Mario Bauzá
- Mongo Santamaría
- Monguito
- Orquesta Aragón
- Orquesta Canela
- Orquesta Riverside
- Pacho Alonso
- Polo Montañez
- Rey Ruiz
- Roberto Faz
- Roberto Torres
- Willy Chirino

### España
Desde la llegada de los latinoamericanos a España, comenzó la influencia de la música del Caribe en ese país. Durante la dictadura franquista, la música cubana fue prohibida (excepto en las islas Canarias) pues varias canciones fueron críticas contra la dictadura. En las islas Canarias, la salsa tuvo cierta importancia desde los años 1970 y 1980, con intérpretes como Caco Senante y otras bandas de música tradicional cubana y salsa contemporánea. Se celebra el SalsaOpen, Campeonato de Salsa de Canarias y el Gran Canaria Salsa Congress.
- Caco Senante
- NIA
- La Grande de Madrid
- Orquesta Platería

### Estados Unidos
País productor de salsa en las ciudades con mayor cantidad de latinoamericanos, como por ejemplo: Los Ángeles, Miami o Nueva York, la gran mayoría de orígenes boricuas.
- Charlie Palmieri
- DLG
- Eddie Palmieri
- Frankie Ruiz
- Henry Fiol
- Joe Bataan
- Joe Cuba
- Johnny Colon
- Larry Harlow
- Louie Ramírez
- Maelo Ruiz
- Marc Anthony
- Ray Barretto
- Ray de La Paz
- Richie Ray
- Tito Puente
- Viti Ruiz
- Willie Colón

### Japón
En Fukuoka se realiza el Festival Isla de Salsa.
- Orquesta de la Luz.
- Orquesta del Sol.

### México
Posee gran afición en Ciudad de México, Estado de México y Veracruz, y en menor medida en Puebla, Morelos, Oaxaca, Tabasco, Campeche, Yucatán y Quintana Roo.

### Nicaragua
- Luis Enrique

### Panamá
País donde la salsa mantuvo una presencia arrolladora desde los años 1970.
- Camilo Azuquita
- Gabino Pampini
- Omar Alfanno
- Roberto Blades
- Rubén Blades

### Perú
La salsa es el género más escuchado en Perú, según un estudio del Instituto de Estudios Peruanos (IEP) de 2020, obteniendo el 21% de preferencias. Callao es conocida por ser la cuna de la salsa peruana, donde se celebra el Festival Internacional Chim Pum Callao desde 1997. También tiene acogida en Lima, donde acogió el Festival Mundial en 2004 y que tiene festivales exclusivos como Una Noche de Salsa, en menor medida en las demás regiones del país. Tuvo algunos exponentes en los años 1960, 1970, 1980 (década donde se formó la salsoteca más conocida La Máquina del Sabor) y 1990, y actualmente están entrando en escena artistas salseros cuyos temas tienen alta repercusión internacional, cuyo estilo es denominado salsa urbana.
- Alfredo Linares
- Amy Gutiérrez
- Aníbal López
- Antonio Cartagena
- Carmen de la Puente
- Cielo Torres
- Combo Espectáculo Creación
- Daniela Darcourt
- Doris Caballero
- Enrique Lynch y su Conjunto
- Camagüey
- Jhonny Rojas
- Josimar
- Julio Barreto
- La Progresiva del Callao
- La Novel
- Laura Mau
- Lita Branda
- Lucho Cueto
- Lucho Macedo
- Markano Latin Sound
- Melcochita
- Mimy Succar
- Orquesta Zaperoko
- Pochita Rivera
- Orquesta Sabor & Control
- Son Tentación
- Suu Rabanal
- Tony Succar
- Willy Rivera
- Wilmer Cartagena
- Yahaira Plasencia
- Yanina Reyna
- You Salsa
- Brunella Torpoco
- Lourdes Carhuaz

### Puerto Rico
Es uno de los países o el que más cantantes salseros ha producido.
- Adalberto Santiago
- Andy Montañez
- Ángel Canales
- Bobby Cruz
- Bobby Valentín
- Cano Estremera
- Chamaco Ramírez
- Cheo Feliciano
- Cortijo y su Combo
- Domingo Quiñones
- Eddie Santiago
- El Gran Combo
- Gilberto Santa Rosa
- Héctor Lavoe
- Héctor Tricoche
- Ismael Miranda
- Ismael Rivera
- Jerry Rivera
- Johnny Bravo
- Johnny Rivera
- La India
- La Sonora Ponceña
- Lalo Rodríguez
- Manny Oquendo
- Mariano Cívico
- Marvin Santiago
- Michael Stuart
- Myrta Silva
- Papo Lucca
- Paquito Guzmán
- Pete "El Conde" Rodríguez
- Raphy Leavitt
- Roberto Roena
- Salsa Kids
- Son By Four
- Sophy
- The Lebron Brothers
- Tite Curet Alonso
- Tito Gómez
- Tito Nieves
- Tito Rodríguez
- Tito Rojas
- Tommy Olivencia
- Tony Vega
- Víctor Manuelle
- Willie González
- Willie Rosario, entre otros

### República Dominicana
Independientemente de que en todo el territorio dominicano se escucha salsa, especialmente en la capital, Santo Domingo, es de lugar señalar que en el origen e historia del concepto salsa, la presencia dominicana, en la figura de Johnny Pacheco ha sido determinante y que recoge la esencia de los ritmos nacidos en el Caribe antillano de habla hispana, principalmente de Cuba, Puerto Rico y República Dominicana con sus barrios capitalinos como Villa Consuelo, Villa Juana, Borojol, Villa Duarte Los Minas y Villa Mella, entre otros.
- Álex Bueno
- Álex Matos
- Chiquito Team Band
- Cuco Valoy
- Johnny Pacheco
- José Bello Suazo
- José Alberto "El Canario"
- Michel "El Buenón"
- Mickey Taveras
- Milagros Hernández
- Milly Quezada
- Raulín Rosendo
- Rey Reyes
- Santiago Cerón
- Sexeappeal
- Vickiana
- Yiyo Sarante

### Venezuela
País eminentemente salsero, específicamente en Caracas, Maracaibo, Barquisimeto, Valencia, Los Teques, Puerto La Cruz y Maracay.
- Amilcar Boscán
- Arabella
- Canelita Medina
- Chiki Salsa
- Diana Vargas
- El Klan De Porfi
- Erick Franchesky
- Guaco
- Hildemaro
- La Dimensión Latina
- Los Adolescentes
- Los Lázaros de la Salsa
- Nelson y sus estrellas
- Oscar D'León
- Pasión Juvenil
- Porfi Baloa
- Proyecto A
- Salserín
- Selección Quinta
- Servando y Florentino
- Sexteto Juventud
- Silva y Guerra
- Son de Azúcar
- Tabaco y sus Metales

- Víctor Jiménez

## Fusión con otros ritmos
La salsa por sí misma ya es una consolidación y combinación de ritmos caribeños e influencias del jazz y otros. No obstante, la misma ha sido a través del tiempo combinado con otros géneros musicales, es así que se ha combinado con el rock, el rap, el ska, la bachata, bolero, en algunos casos mariachi y una de las más significativas es la cumbia colombiana. Las primeras grabaciones que combinan estos géneros fueron hechas en México por Mike Laure a finales de los años 1950 y por Carmen Rivero creando su orquesta ―o su «sonora»― en el año 1962 y a mediados de los años 1960, surge la Sonora Santanera (con músicos mexicanos), y más tarde a finales de los años 1970 y a principios de los 1980, los colombianos Joe Rodríguez y Joe Arroyo implementaron estas combinaciones, y a la par Fruko y sus Tesos con por ejemplo su tema Como cumbiambero que soy, la cual muestra una combinación entre ambos géneros mientras es ejecutada la parte de música salsa con el coro título del tema.

### Timba: la salsa en Cuba
Cuba es la tierra madre de ritmos que, como el son, la guaracha y el son montuno, constituyeron una referencia obligada en el desarrollo posterior de lo que sería la salsa. No obstante, esos ritmos, perduraron y evolucionaron al interior de la isla, siempre marcada por el virtuosismo de sus músicos y la capacidad de sus compositores.
El son evolucionó al ritmo de songo por bandas como Los Van Van mientras otros grupos se mantuvieron tocando salsa dura o charanga, como Son 14,la Orquesta Reve, la Orquesta Aragón, Adalberto Álvarez, la Original de Manzanillo o las Maravillas de Florida, entre otros.
Para 1988, NG La Banda desarrolló un nuevo estilo de salsa. A nivel internacional, su proyección comenzó en Japón en 1993 y más tarde alcanzó otras partes del globo. A esta forma nueva de «salsa cubana» se le llamó timba. Este estilo de música se fundamenta en piezas musicales caracterizadas por una gran complejidad rítmica y de sonidos, solos y «descargas». Bandas como Juan Formell y los Van Van, Chucho Valdés e Irakere, han proyectado con fuerza el sonido «timbero».
También, músicos y cantantes de la diáspora cubana se han destacado en la salsa romántica, estilo popular en Nueva York desde principios de los 1980. En este tenor, podemos mencionar cantantes de como Dan Den, Rey Ruiz e Isaac Delgado.

## Tipos de baile

### Cuba
Se baila con movimientos cadenciosos de cadera y hombros. Tanto el hombre como la mujer giran uno alrededor del otro en ambos sentidos y el movimiento de brazos y solos se ejecutan con un ritmo casi inigualable. Es rica en movimientos coreográficos, pero en general los cubanos ponen el acento fundamentalmente en el juego erótico que se establece entre la pareja de bailadores, quedando el alarde y la exhibición para la parte de la pieza conocida como montuno, cuando el cantante, el coro y la orquesta inician una especie de contrapunto.
Este juego permanente ha inducido a muchos a contraponer la forma cubana de bailar salsa a la llamada salsa en línea, de origen más bien estadounidense, donde la exhibición es el fin mismo del baile, desde el principio hasta el final de la pieza. La improvisación de pasos sin renunciar a conservar el ritmo todo el tiempo es otro rasgo distintivo del estilo cubano.

### Puerto Rico
En Puerto Rico se prefiere hacer más lentos los movimientos de pies y caderas. Sin embargo, los puertorriqueños realizan muchas piruetas en los concursos de salsa.[cita requerida]

### Colombia
En los años 1980 se desarrolló en Cali, Colombia, un género acrobático de baile caracterizado por el rápido movimiento de los pies y las caderas, que lleva un conteo de 8 tiempos. En este estilo los giros o vueltas son de gran importancia. La reproducción de los discos pasó de una velocidad mayor a la habitual (por ejemplo, un disco de 33,3 rpm se reproducía a 45 rpm). En cambio en otras ciudades colombianas como Barranquilla y Cartagena se conservó el estilo original de baile con movimientos de hombros, caderas y pies.

### Otras
Pero los latinos en los Estados Unidos no solo conectaron sus ritmos, sino que desarrollaron un nuevo género de baile: el New York Style, determinado por la escuela cubana y puertorriqueña y ampliada por un montón de elementos de academia de baile. Desde Nueva York este estilo de baile ha encontrado también en Europa mucha divulgación junto al también estilo de baile cubano conocido como rueda de casino.
También en los años 1980 se desarrolló en la costa occidental de Estados Unidos el L. A. Style (estilo de Los Ángeles), similar al New York Style, aunque se baila en un tiempo diferente (en el 1) más de la mitad del baile se realiza con los pies en el piso, pero todavía con más elementos de show. Más o menos hacia el fin del milenio se puede observar que los mexicanos que vuelven de California hacen creciente la popularidad del L. A. Style también en México.
Rueda de casino: baile cubano de grupo en círculo en el cual uno actúa como voz y va dando órdenes con vueltas y cambios de pareja que hacen este subgénero divertido y participativo, como ejemplos de vueltas están el clásico «70», hasta figuras complejas como «llévala a Matanzas».